# Tommy e la lince
Tommy e la lince è un film del 1998 diretto da Raimo O. Niemi.

## Trama
Il dodicenne Tommy, orfano di madre, si trasferisce con il padre in un piccolo paese lappone dove la madre aveva trascorso l'infanzia. Il padre di Tommy lavora ad un progetto per rimettere in libertà una lince tenuta in cattività e, quando il progetto sfuma, Tommy decide di liberare la lince per impedire che venga venduta.
Con l'arrivo dell'inverno la lince torna al paese ed inizia ad attaccare diversi animali domestici spingendo così gli abitanti, tra cui un bracconiere, a dare la caccia all'animale. Tommy, nella speranza di salvare la sua amica, si mette alla sua ricerca nel mezzo di una violenta tempesta di neve. Tommy salverà poi la vita al bracconiere e riuscirà a convincerlo a lasciare libera la lince.

## Riconoscimenti
- 1999 – Jussi Awards
  - Candidatura al miglior attore a Konsta Hietanen
  - Candidatura al miglior sceneggiatura a Ville Suhonen e Martin Daniel
  - Candidatura alla miglior fotografia a Kari Sohlberg
  - Candidatura al miglior montaggio a Jukka Nykänen
  - Candidatura alla miglior colonna sonora a Søren Hyldgaard
- 2000 – Chicago International Children's Film Festival
  - Green Screen Award a Raimo O. Niemi

## Curiosità
- Väinö, il cucciolo di lince protagonista del film, nacque nel 1996 e morì nel maggio 1998 precipitando mentre cercava di salire su un recinto. Väinö era stato portato al Wildlife Park Ranua Zoo perché era stato abbandonato dalla madre e venne subito adottato dai guardiani del parco che cominciarono a nutrirlo con un biberon.[1] Spesso i visitatori dello zoo hanno avuto occasione di vederlo dormire nella biglietteria del parco.
- Il film venne girato sia in lingua finlandese che in lingua inglese. Poiché la versione inglese del film non usa le voci del cast originale, i dialoghi furono ridoppiati da attori canadesi.